# 第7回デトロイト映画批評家協会賞
第7回デトロイト映画批評家協会賞は2013年の映画を対象としており、2013年12月9日にノミネートが発表され、同年12月13日に結果が発表された。

## 受賞一覧

### 作品賞
- 『her/世界でひとつの彼女』
  - 『ショート・ターム』
  - 『それでも夜は明ける』
  - 『ビフォア・ミッドナイト』
  - 『ゼロ・グラビティ』

### 監督賞
- アルフォンソ・キュアロン - 『ゼロ・グラビティ』
  - デヴィッド・O・ラッセル - 『アメリカン・ハッスル』
  - スパイク・ジョーンズ - 『her/世界でひとつの彼女』
  - マーティン・スコセッシ - 『ウルフ・オブ・ウォールストリート』
  - ポール・グリーングラス - 『キャプテン・フィリップス』

### 主演男優賞
- マシュー・マコノヒー - 『ダラス・バイヤーズクラブ』
  - レオナルド・ディカプリオ - 『ウルフ・オブ・ウォールストリート』
  - キウェテル・イジョフォー - 『それでも夜は明ける』
  - トム・ハンクス - 『キャプテン・フィリップス』
  - ロバート・レッドフォード - 『オール・イズ・ロスト 〜最後の手紙〜』

### 主演女優賞
- ブリー・ラーソン - 『ショート・ターム』
  - エイミー・アダムス - 『アメリカン・ハッスル』
  - アデル・エグザルホプロス - 『アデル、ブルーは熱い色』
  - ジュリー・デルピー - 『ビフォア・ミッドナイト』
  - メリル・ストリープ - 『8月の家族たち』

### 助演男優賞
- ジャレッド・レト - 『ダラス・バイヤーズクラブ』
  - バーカッド・アブディ - 『キャプテン・フィリップス』
  - ジェームズ・フランコ - 『スプリング・ブレイカーズ』
  - マシュー・マコノヒー - 『MUD -マッド-』
  - スタンリー・トゥッチ - 『ハンガー・ゲーム2』

### 助演女優賞
- スカーレット・ヨハンソン - 『her/世界でひとつの彼女』
  - ジェニファー・ローレンス - 『アメリカン・ハッスル』
  - ルピタ・ニョンゴ - 『それでも夜は明ける』
  - ジュリア・ロバーツ - 『8月の家族たち』
  - ジューン・スキッブ - 『ネブラスカ ふたつの心をつなぐ旅』

### 脚本賞
- スパイク・ジョーンズ - 『her/世界でひとつの彼女』
  - エリック・ウォーレン・シンガー、デヴィッド・O・ラッセル - 『アメリカン・ハッスル』
  - デスティン・クレットン - 『ショート・ターム』
  - テレンス・ウィンター - 『ウルフ・オブ・ウォールストリート』
  - ジュリー・デルピー、イーサン・ホーク、リチャード・リンクレイター - 『ビフォア・ミッドナイト』

### ブレイクスルー賞
- ブリー・ラーソン - 『ショート・ターム』 (女優)
  - レイク・ベル - 『私にだってなれる! 夢のナレーター単願希望』 (監督・脚本・女優)
  - ライアン・クーグラー - 『フルートベール駅で』 (監督・脚本)
  - デスティン・クレットン - 『ショート・ターム』 (監督・脚本)
  - マイケル・B・ジョーダン - 『フルートベール駅で』 (男優)

### アンサンブル演技賞
- 『アメリカン・ハッスル』
  - 『それでも夜は明ける』
  - 『ブルージャスミン』
  - 『ウルフ・オブ・ウォールストリート』
  - 『8月の家族たち』

### ドキュメンタリー映画賞
- 『物語る私たち』
  - Blackfish
  - 『アクト・オブ・キリング』
  - The Square
  - The Unknown Known